# Theotimius angolensis
Theotimius angolensis là một loài bọ cánh cứng trong họ Bọ hung (Scarabaeidae).